# 宏福花園

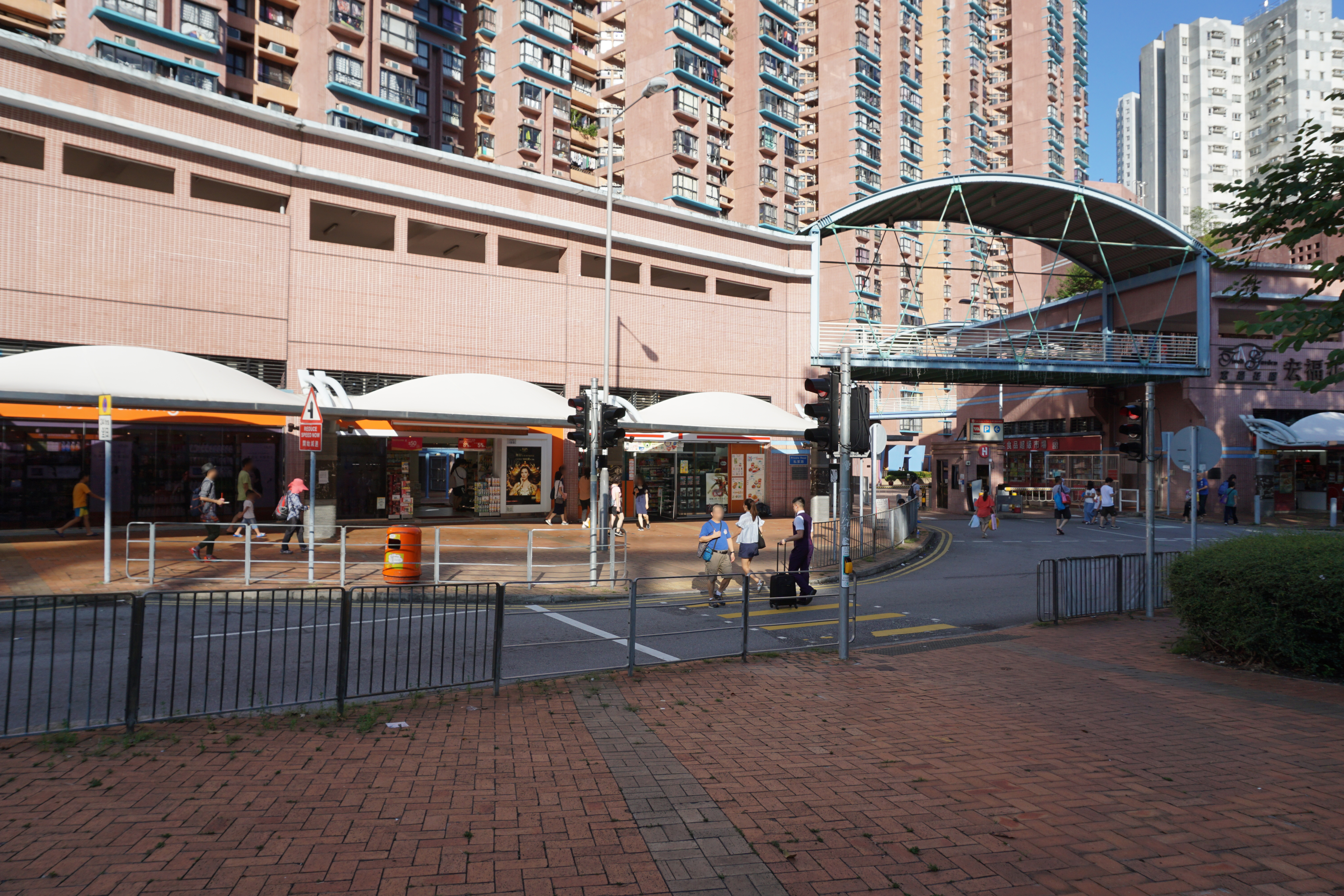
宏福花園商店

宏福花園（英語：Tivoli Garden）是香港新界青衣青敬路的一個夾心階層住屋計劃屋苑，共有四座32層高加天台住宅樓宇及1座5層高加天台的停車場。

## 屋苑資料
宏福花園提供1024個住宅單位，單位建築面積由635平方呎至832平方呎不等，間隔為兩房兩廳及三房兩廳連主人套房的設計，各座 B、 C、 F 及 G 室為細單位。
本園由香港房屋協會發展，王董建築師事務有限公司設計。屋苑於1995年入伙，是房協首個夾心階層住屋計劃屋苑。屋苑建於青衣東面的填海地上，東望藍巴勒海峽，鄰近青衣公眾碼頭、青衣海濱公園、北望青衣運動場、青衣游泳池及港鐵青衣站，西面是青衣體育館、保良局世德小學、青衣公園。
屋苑亦附有少量商鋪，提供超級市場、便利店、藥房等民生設施。

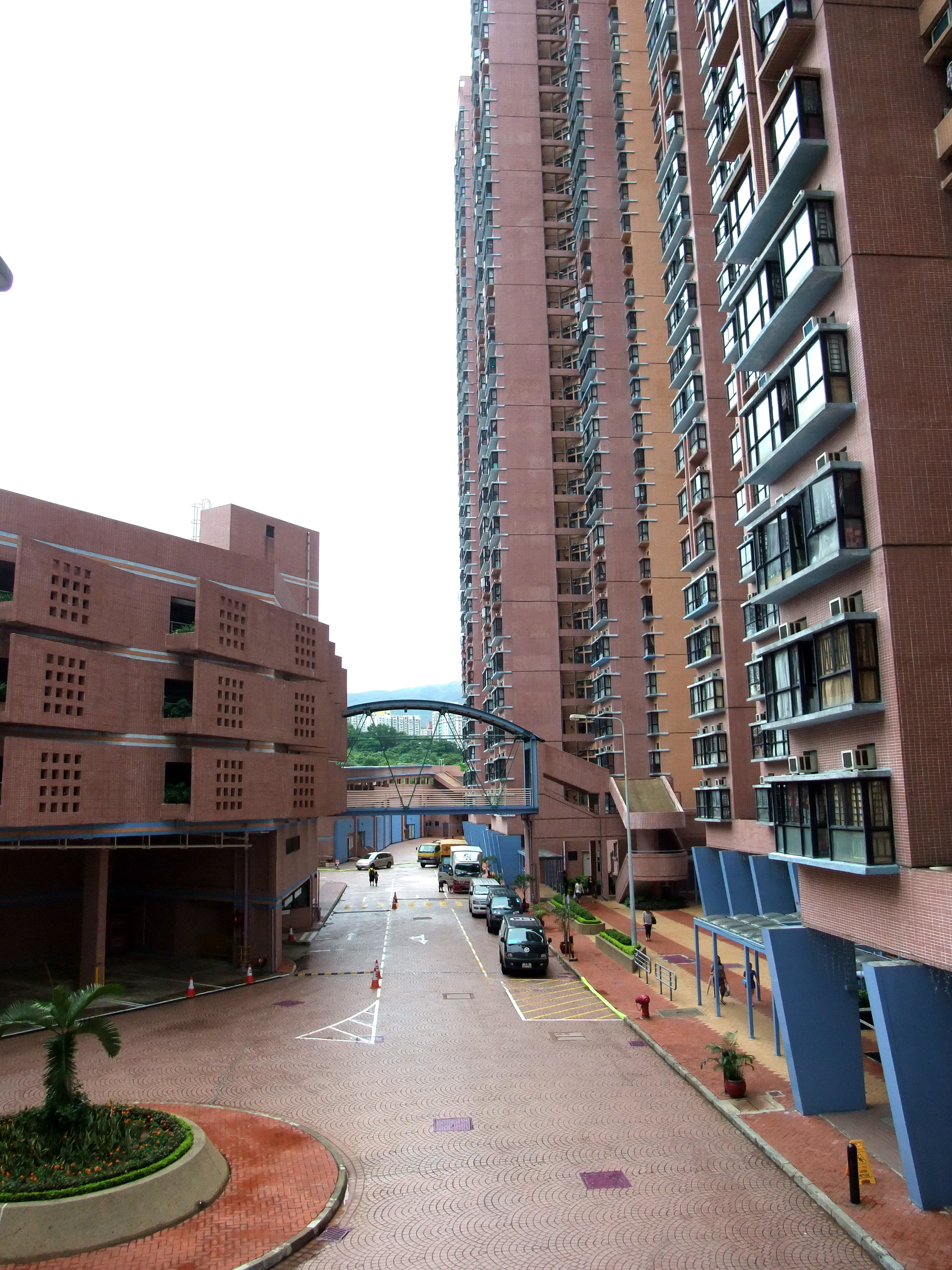
宏福花園多層停車場（左）及宏福花園4座（右）